# Рабочая партия политического освобождения России
Рабочая партия политического освобождения России (сокр. РППОР) ― партия народническо-эсеровского направления.

## История создания
В сентябре 1897 года в Вильно прошёл съезд еврейских социал-демократических организаций, где решено было объединиться. Таким образом образовался Бунд — Всеобщий еврейский рабочий союз в России, Польше, Беларуси и Литве во главе с Р. А. Абрамовичем, И. Л. Айзенштадтом, и А. И. Кремером. Главной задачей Бунда была защита интересов еврейского населения Российской империи.
Часть делегатов съезда не согласились с большинством, и в конце 1897 года создали в Минске Рабочую партию политического освобождения России (РППОР). Её создателями и руководителями стали Л. М. Родионова-Клячко, Г. А. Гершуни, Е. К. Брешко-Брешковская, А. О. Бонч-Осмоловский, Е. А. Гальперин.
Вначале партия объединяла около 200 ремесленных рабочих из 40 кружков, а также еврейские кружки самообразования в местечке Пуховичи и деревне Блонь Пуховичского района, где было имение А. Бонч-Осмоловского (в 1901 году блоньский кружок вместе с Осмоловским был арестован и весь сослан в Сибирь). Партия пополнялась в основном ремесленниками, приказчиками и студентами из числа еврейской молодёжи. Кроме Минска группы существовали в Белостоке, Житомире, Екатеринославе и некоторых других городах.

## Программа, структура и деятельность партии
Программный документ партии — брошюра «Свобода» — главной задачей объявлял завоевание политических свобод преимущественно путём террора.
Совет партии состоял из представителей местных комитетов. Партия поддерживала связь с Петербургским «Союзом борьбы за освобождение рабочего класса», Заграничным союзом эсеров и многими левонародническими кружками России.
Г. Гершуни, живший в то время в Минске, наладил изготовление фальшивых документов, которые партия продавала подпольным кружкам России, закупил и перепродал станки для четырёх нелегальных типографий.
Партия имела «комиссионерство транспортов» (доставляло из-за границы в Минск нелегальную литературу, за плату комплектовало библиотеки и рассылало по России).

## Распад партии
В апреле 1900 года минская организация партии разгромлена полицией. Руководители и некоторые члены «РППОР», избежавшие ареста, вошли в партию эсеров. В. Ленин писал, что существование «РППОР» «прошло столь же бесследно, как и её исчезновение».